# Kasten bei Böheimkirchen
Pour les articles homonymes, voir Kasten.
Kasten bei Böheimkirchen est une commune autrichienne du district de Sankt Pölten-Land en Basse-Autriche.